# Bambi-Verleihung 2003
Die 55. Bambi-Verleihung fand am 27. November 2003 im Theater im Hafen in Hamburg statt. Sie wurde von Jörg Pilawa und den No Angels moderiert.

## Veranstaltung
Die Verleihung des Bambi wurde erstmals in Hamburg ausgetragen. Die Liveübertragung in der ARD sahen 5,41 Millionen Zuschauer.

### Der Publikums-Bambi
Der Publikums-Bambi wurde 2003 in der Kategorie Bester Nachwuchsfußballer vergeben. Die Abstimmung gewann der Torhüter Timo Hildebrand.
Außerdem wurde für den Bambi in der Kategorie Entertainment eine TED-Umfrage über Castingshows durchgeführt. Wählbar waren Deutschland sucht den Superstar, Die deutsche Stimme 2003, Fame Academy, Popstars – Das Duell und Star Search. Den Preis konnte Kai Pflaume für Star Search entgegennehmen.

### Ehrenpreise
Im Mittelpunkt standen 2003 die Bambis für Kurt Felix (Lebenswerk) und Muhammad Ali (Millennium Bambi).
Den Bambi für sein Lebenswerk hatte Johannes Heesters bereits 1997 im Alter von fast 94 Jahren bekommen. Damals hatte er in seiner Dankesrede scherzhaft bemerkt, dass er noch einen wolle, wenn er 100 Jahre alt würde. Zu seiner Überraschung bekam er 2003 einen Ehrenbambi – wenige Tage vor seinem 100. Geburtstag. Es war sein fünfter Bambi, und es sollte nicht sein letzter sein.

## Preisträger
Aufbauend auf die Bambidatenbank:

### Charity
Peter Maffay

### Comeback
Jan Ullrich

 Laudatio: Barbara Schöneberger

### Ehrenbambi
Johannes Heesters

### Entertainment
Kai Pflaume für Star Search

### Film National
Daniel Brühl, Florian Lukas und Katrin Sass für Good Bye, Lenin!

 Laudatio: Hans-Dietrich Genscher

### Kommunikation
Jürgen Weber

### Kultur
Klaus Maria Brandauer

### Lebenswerk
Kurt Felix

 Laudatio: Frank Elstner

### Millennium Bambi
Muhammad Ali

 Laudatio: Elizabeth Hurley

### Mode
Heidi Klum

### Pop International
Dido

 Laudatio: Marius Müller-Westernhagen

### Pop National
Dieter Bohlen

 Laudatio: Alexander Klaws

### Publikums-Bambi
Timo Hildebrand

### Shooting Star
Yvonne Catterfeld

### Sport
Deutsche Fußballnationalmannschaft der Frauen für den Gewinn der Weltmeisterschaft

### TV Ereignis des Jahres
Heino Ferch, Jan Josef Liefers, Heike Makatsch, Armin Rohde und Nadja Uhl für Das Wunder von Lengede

### TV Moderation
Elke Heidenreich für Lesen!

### Wirtschaft
Herbert Hainer